# 김승희 (축구인)
김승희(1968년 7월 16일)는 대한민국의 전 축구 선수이자 현 축구 지도자 겸 행정가로 현재 대한축구협회 전무이사를 맡고 있으며 선수 시절부터 사령탑 시절까지 대전 코레일의 원클럽맨이자 레전드로 불리고 있다.

## 생애
명지대학교를 졸업하고 1990년 한국철도에 입단하여 2000년까지 한국철도에서만 10년을 뛰다가 은퇴했다.
은퇴 후에는 2002년부터 2007년까지 코치로 활동했다가 2007년 감독으로 승격한 뒤 2011년 전국체육대회 금메달, 내셔널리그 2012 우승, 내셔널리그 2014 준우승, 내셔널 축구 선수권 대회 2회 우승과 1회 준우승 그리고 FA컵 2019 준우승으로 이끄는 성과를 거두었다.

## 수상

### 지도자
대전 코레일
- 내셔널리그 : 우승 (2005, 2012), 준우승 (2014)
- 코리아컵 : 준우승 (2019)
- 내셔널축구선수권대회 : 우승 (2013, 2015, 2018), 준우승 (2016), 4강 (2007, 2008, 2011, 2017, 2019)
- 전국체육대회 : 금메달 (2011)

### 개인
- 내셔널리그 최우수 감독상 : 2012